# Danijela Martinović
Danijela Martinović, hrvaška pop pevka, * 15. julij 1971, Split.
Bila je članica uveljavljene glasbene skupine Magazin od leta 1991 do 1996, nato je začela svojo solo kariero.  Imela je več nastopov v Sloveniji. V Sloveniji je najbolj poznana po pesmih Cappuccino, Brodolom in mnogih drugih.
Danijela je bila več kot 24 let partnerka Petra Graša, vendar pa se je od njega ločila maja 2021.